# Antonio Frasconi
Antonio Frasconi (Montevideo, 28. travnja 1919. – Norwalk, 8. siječnja 2013.), bio je urugvajsko-američki umjetnik, najpoznatiji po svojim drvorezima.  

## Životopis
Antonio Rudolfo Frasconi rođen je 28. travnja 1919. godine na brodu između Argentine i Urugvaja, a odrastao je u Montevideu, Urugvaj. Roditelji su mu talijanskog podrijetla koji su emigrirali u Južnu Ameriku tijekom Prvoga svjetskog rata. Frasconijeva majka vodila je restoran dok je njegov otac često bio nezaposlen. Frasconi često citira majku i njezino viđenje njegovih talenata. Rekao je da je njegova majka razgovarala o umjetnosti u crkvi u kojoj je bila odgajana kao da je to učinio Bog, a ne čovjek. Osjećala je da će, ako se Frasconi rodio s poklonom, biti slavni umjetnik.
Do dvanaeste godine učio je trgovinski zanat nakon što je napustio tečaj u Círculo de Bellas Artes . Tijekom tinejdžerskih godina divio se Gustaveu Doréu i Goyi, te je tada počeo crtati karikature političara.
Tijekom Drugog svjetskog rata, Francuzi su diljem Latinske Amerike organizirali izložbu impresionizma i postimpresionizma. Umjetnici poput Van Gogha i Cézannea plijenili su njegovu maštu. Ipak najviše ga je privlačio drvorez Paula Gauguina. Frasconi kaže kako su ga zaintrigirali američki pisci i glazbenici. Čuo bi jazz na radiju i čitao američke autore poput Walta Whitmana.  
Frasconi se preselio u Sjedinjene Američke Države 1945. na kraju Drugoga svjetskog rata. Radio je kao vrtlar i kao čuvar u Muzeju umjetnosti Santa Barbara. Upravo je u tom muzeju imao svoju prvu posvećenu izložbu. Njegovo je prepoznavanje počelo rasti i u roku od dvanaest mjeseci imao je sličnu izložbu u Brooklyn Museum of Art.
Godine 1955., Frasconijevi drvorezi izloženi su u Summit Art Association, danas poznatoj kao Centar za vizualnu umjetnost New Jerseyja, u New Yorku. Ova je izložba bila opsežna putujuća izložba koju je organizirala Smithsonian Institution. 
Godine 1959. bio je kandidat za medalju Caldecott iz američke dječje knjižničarke, koja svake godine odaje počast ilustratoru najbolje američke slikovnice za djecu. Tako se Kuća koju je Jack sagradio, a koju je također napisao, naziva Caldecottovom knjigom časti.  
Godine 1962. Frasconi je osvojio nagradu Horn Book knjigu Snijeg i sunce - La Nieve y el Sol za dvije knjige. Često je pisao knjige na više jezika, višejezične knjige. Godine 1962. izabran je za pridruženog člana u Nacionalnu akademiju za dizajn, a 1969. postao je redoviti član. 
Od 1982. Frasconi je bio ugledni profesor poučavanja vizualnih umjetnosti na Državnom sveučilištu u New Yorku u Purchaseu.   
Između 1981. i 1986. stvorio je niz drvoreza pod imenom "Los desaparecidos" (Nestali). Ova serija izravno se odnosi na ljude koji su mučeni i ubijeni tijekom vojne diktature u Urugvaju. 
Antonio Frasconi umro je 8. siječnja 2013. godine. 

## Vanjske poveznice
- Antonio Frasconi     u Biblioteci Kongresnih tijela - sa 115 kataloških zapisa
- Antonio Frasconi u Nacionalnom muzeju vizualnih umjetnosti u Montevideu
- Antonio Frasconi, majstor Woodcut, umro je u 93. New York Timesu
- Antonio Frasconi  Arhivirana inačica izvorne stranice od 21. rujna 2015. (Wayback Machine) u The Old Print Shop
- Drveni rezovi Antonio Frasconi  Arhivirana inačica izvorne stranice od 6. veljače 2018. (Wayback Machine)
- Članak o Antoniju Frasconiju u El Paisu, Urugvaj